# 聖エリザヴェータ要塞

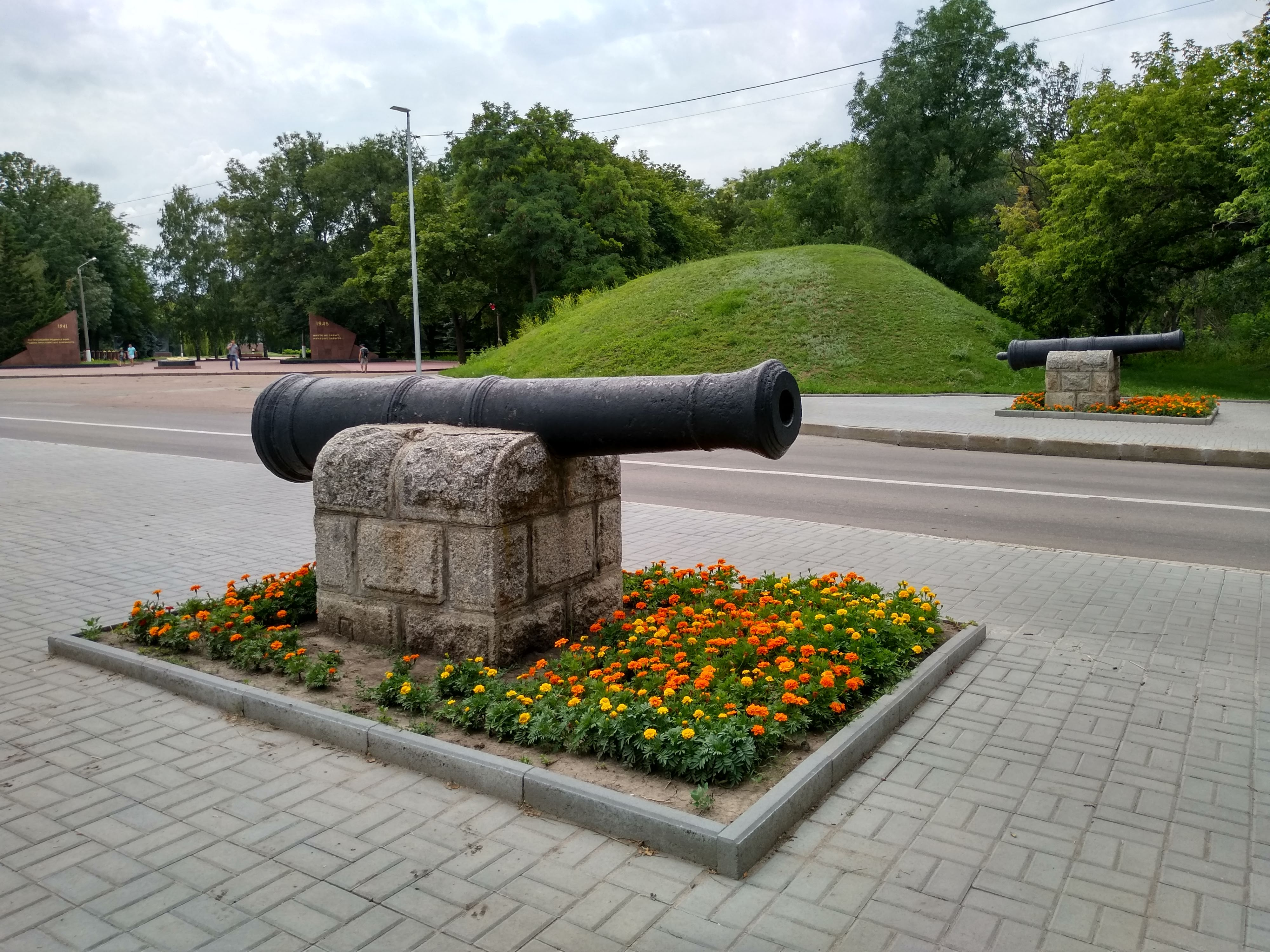
正門近くに2門の大砲

聖エリザヴェータ要塞 (せいエリザヴェーダようさい、ウクライナ語: Фортеця Святої Єлисавети) これは、ウクライナの地理的中心部にある クロピヴニツキー市にあるかつての土の要塞。この構造は、ヨーロッパにこのタイプの要塞が 10 か所しかないという点で独特です。

## 歴史

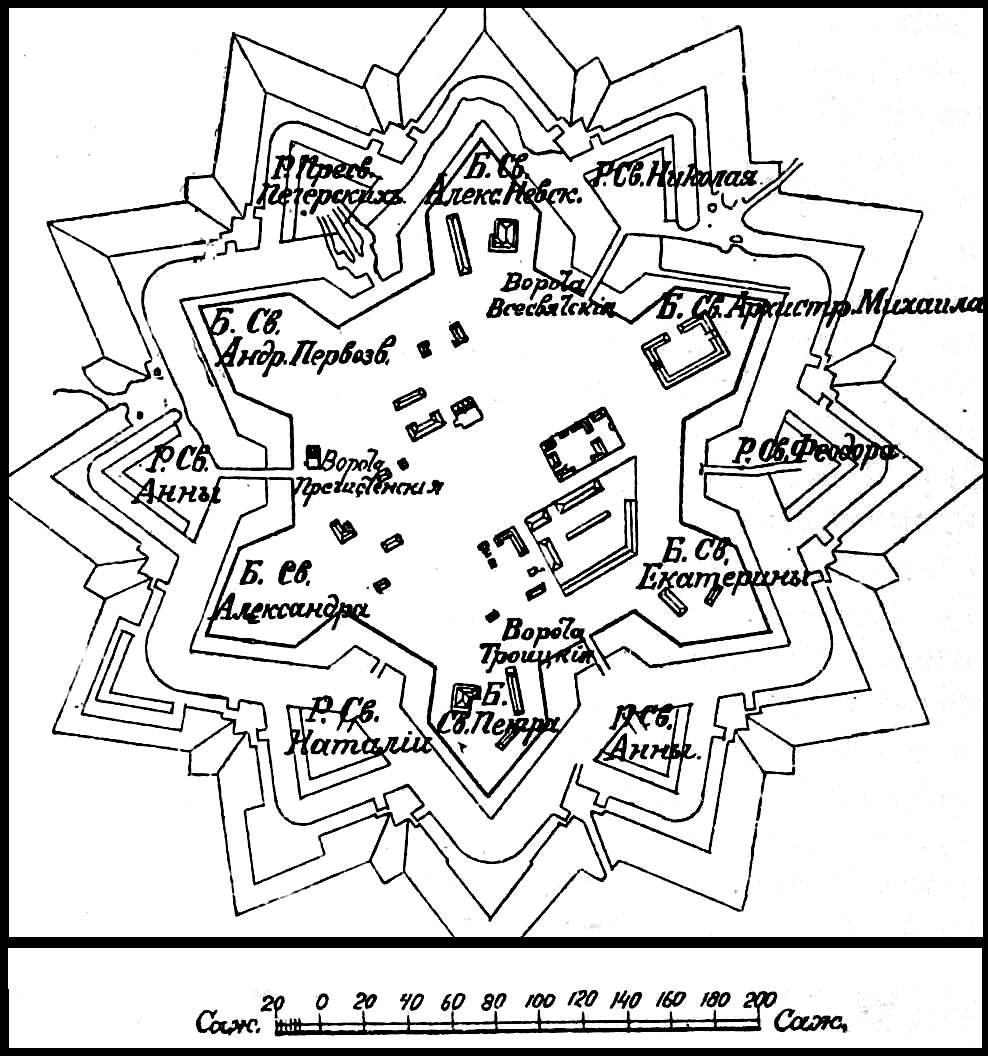
スキーム

オーストリア帝国から数千人のセルビア人が到着し、ウクライナ・コサックの土地に定住した後、この要塞はこれらの領土をタタール人とトルコ人の攻撃から守るために建設された。この命令は 1752年1月4日にロシア皇后エリザベスによって署名された。この法令に基づいて、セルビアの大佐イワン・ホルバスに感謝状が授与され、イワン・グレボフは建設指示を受けた 。
ウクライナのコサック連隊（1,390人）が要塞建設のために到着し、1754年6月から10月までの4か月で主要工事を完成させた。工事中に72人のウクライナ人が死亡、233人が病気になり、855人が逃亡した。要塞の砲兵力は、砲120 門、迫撃砲12門、榴弾砲12門に達した。都市全体が要塞の領土に建設されました。兵士の兵舎は 2,200人の兵士を収容できるように設計された。守備隊は3個大隊と砲兵と工兵の2チームで構成された。ここには司令官と将軍の家と火薬庫があった。
この要塞は一度だけ戦闘に参加した。これはロシア・トルコ戦争（1768～1774年) のさなか、7万人のトルコ・タタール軍が国境を越え、守備隊と地元住民が隠れていた要塞の近くに停まったときの出来事だった。タタール人は周囲の村を略奪し、焼き払って地元住民を奴隷にした。しかし都市の守備陣は攻撃を撃退し、侵略者を追い払うことに成功した。これはクリミア・タタール人のウクライナへの最後の遠征となった 。

都市の紋章

1775 年以来、要塞はついにその防御的重要性を失った。1787年から1788年にかけて、グリゴリー・ポチョムキンはウクライナ最初の医学教育機関の1つである医科外科学校を設立した。この学校を卒業したのは優秀な外科医となり、ピロゴフの教師の一人であったイェフレム ムーヒン。ピロゴフ自身も要塞病院で働いており、現在彼の記念碑がそこに設置されている。
1784年に要塞は清算され、すべての大砲がヘルソンに輸送され始めた。 1794年時点でもここには162丁の銃が保管されており、277人の射手のために使用された。 1795年、最後の武器が撤去された。かつての要塞の跡地には大砲が2基だけ残っており、正面玄関近くに設置されていま。要塞の地位は 1805年3月15日に完全に取り消された。守備隊は解散されたが、兵舎には長年にわたって大隊 (3個中隊) が収容されていた。要塞の輪郭は市の象徴となった 。

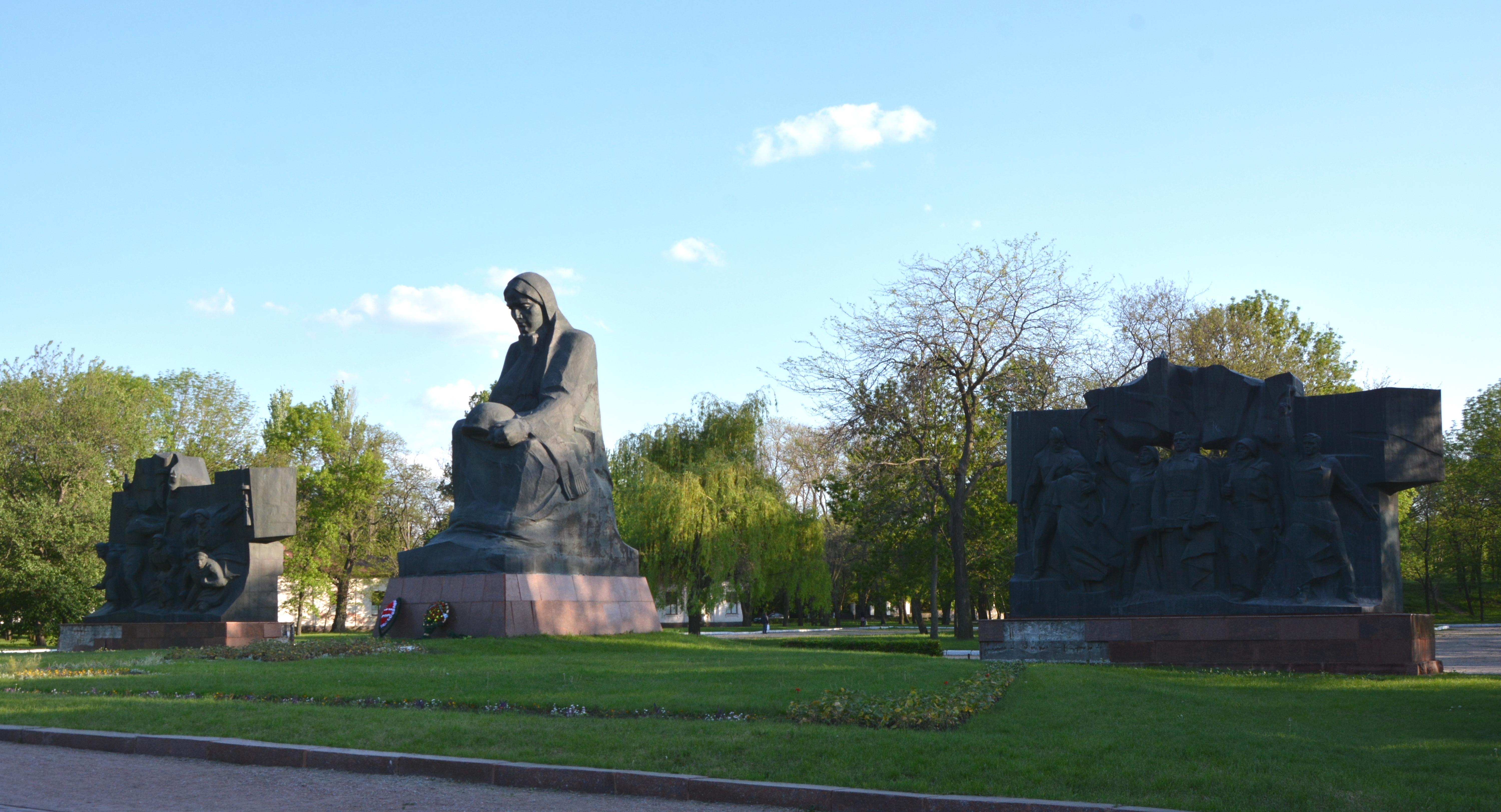
軍人墓地
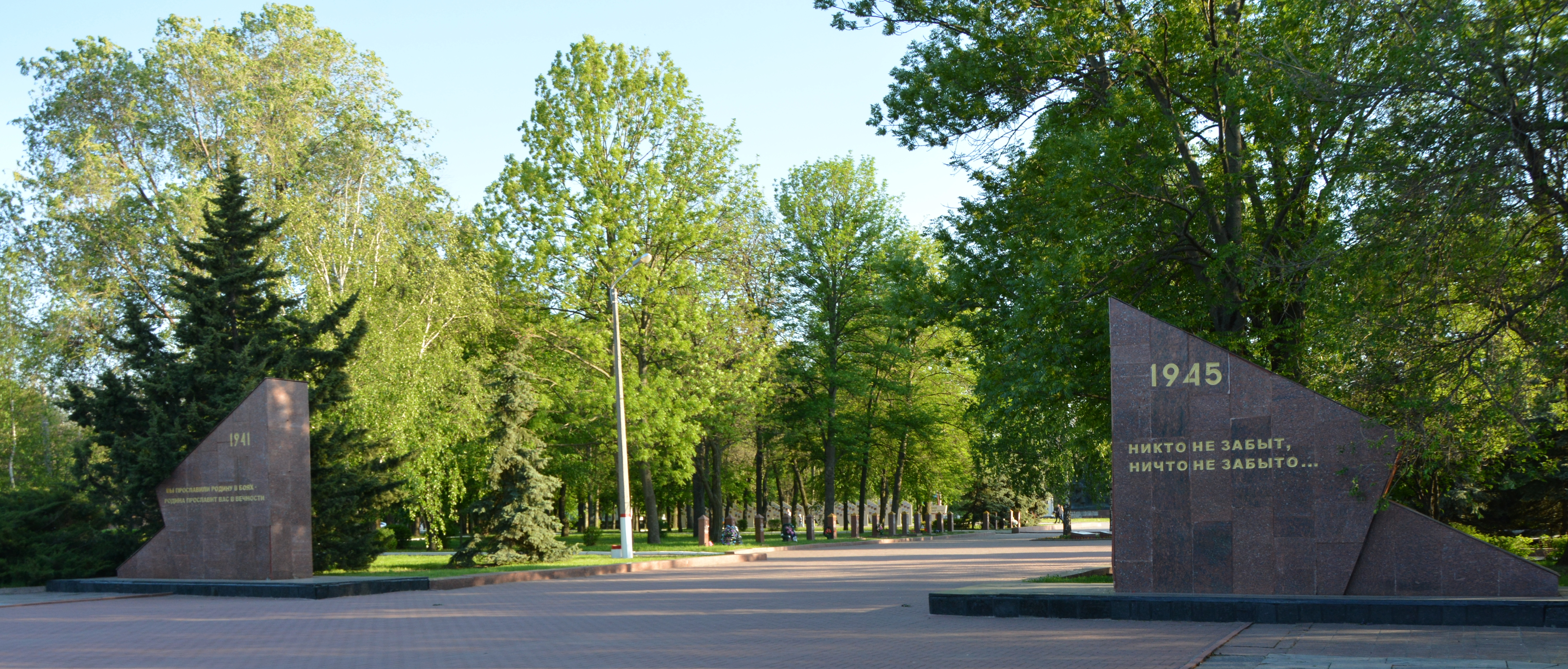
第二次世界大戦の兵士の記念碑
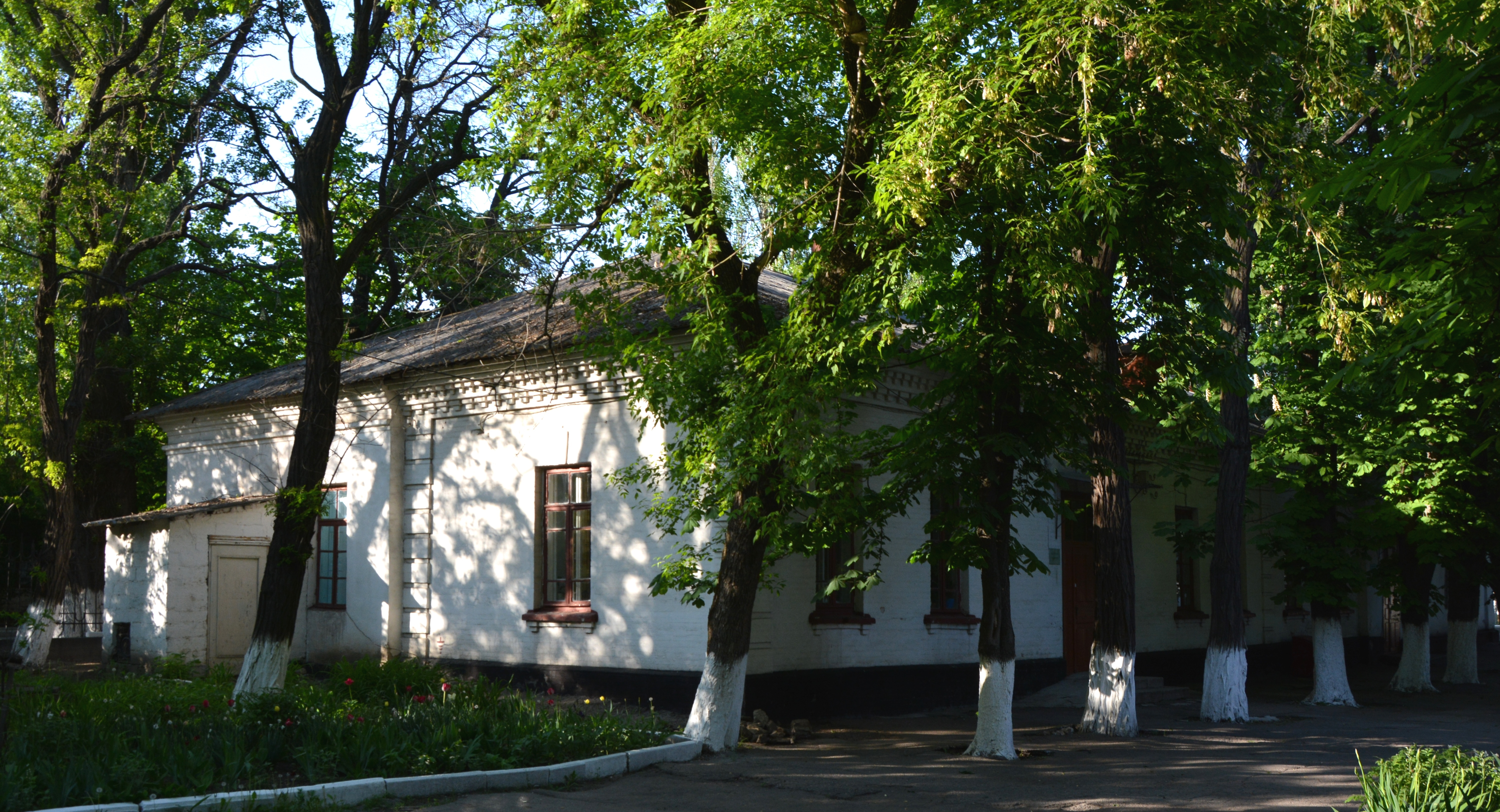
要塞の旧軍事司令部
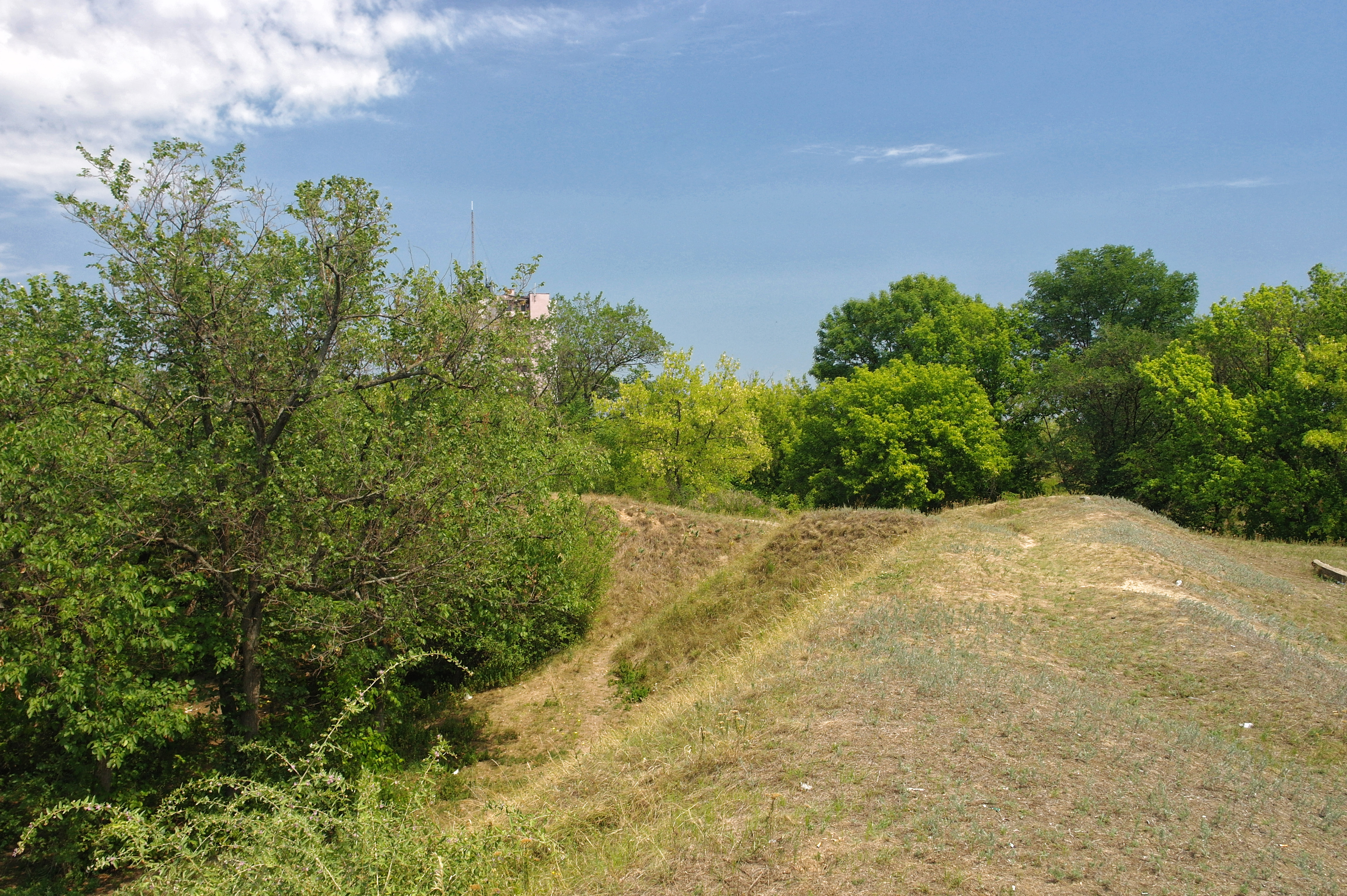
土塁の遺跡
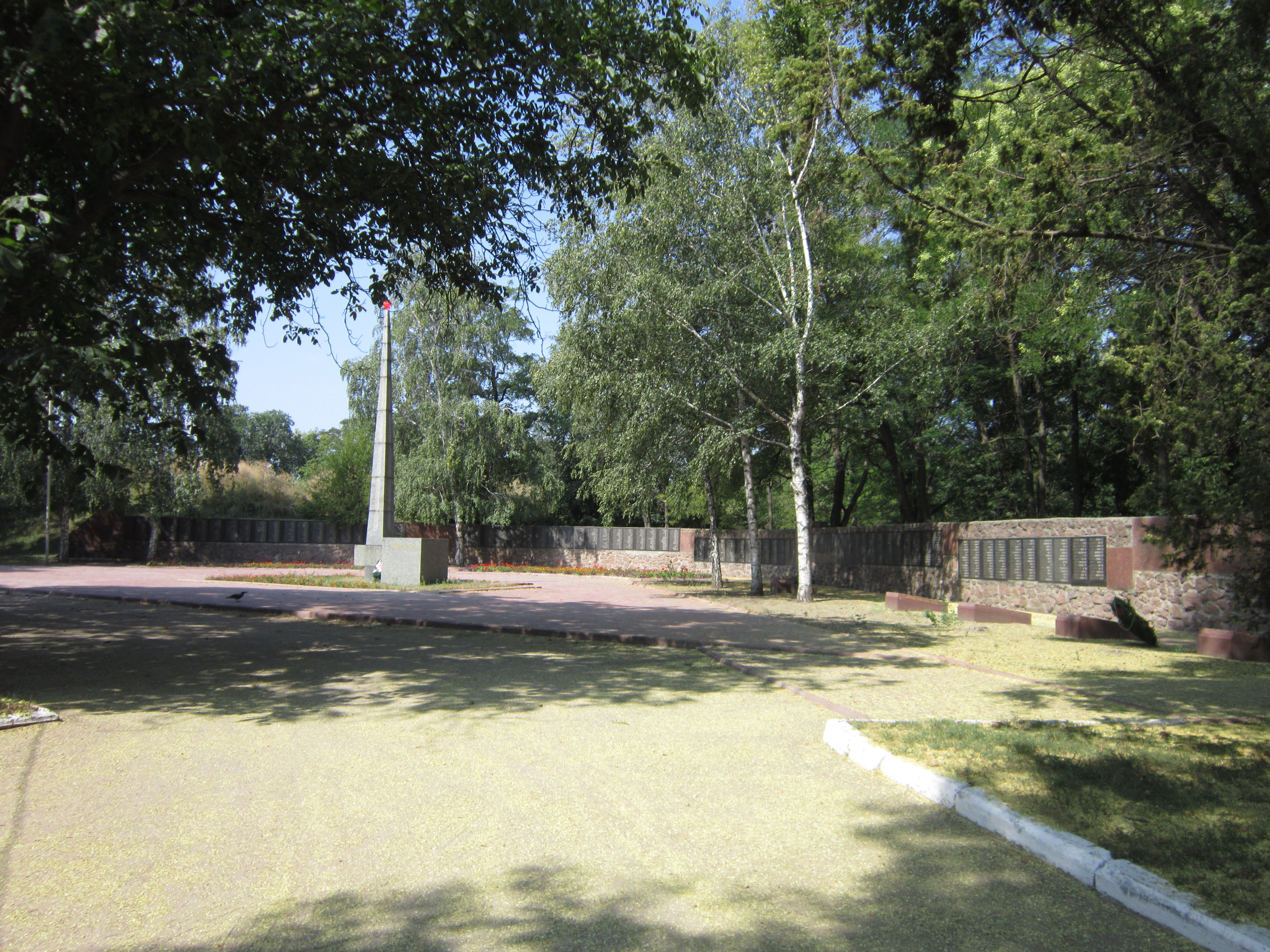
死者の記憶の壁

かつての要塞の敷地内には、第二次世界大戦とロシア・ウクライナ戦争 の英雄を追悼する2つの病院、映画館、記念施設がある。また2016年にはホロドモールの犠牲者を追悼する記念碑が設立された（市は1932年から1933年にかけて2,238人の住民を失った) 。
現在、すべての要塞を含む要塞建物の 85%、ラベリンとカーテンのほとんどが保存されていますが、非常に放置されており、本格的な修復が必要です。時間の経過とともにそれらが消えないように、コンクリートの層で覆うという提案が地元のコミュニティで定期的に持ち上がったが、ウクライナの腐敗レベルの高さのため（2018年以来、ウクライナは正式にヨーロッパで最も貧しく最も腐敗した国となった。）、地元当局によって考慮されることはありませんでした 。

## 文学
- Соколов Г. И. Историческая и статистическая записка о военном городе Елисаветграде // Записки Одесского общества истории и древностей. — Т. 2. — 1848. — С. 386–395;
- Українське козацтво: Мала енциклопедія. — Київ; Запоріжжя, 2005.
- Архів фортеці Єлисавети в ІР НБУВ / Інгульський степ, альманах. К. 2016.